# Benito Joanet
Benito Joanet Jiménez (Esplugas de Llobregat, Barcelona, 16 de septiembre de 1935-Alicante, 22 de marzo de 2020) fue un futbolista y entrenador español. Como guardameta jugó en la Primera División de España con el RCD Espanyol y el Deportivo de La Coruña. Como entrenador en la máxima categoría dirigió al Hércules CF, al CD Castellón y al Cádiz CF.

## Trayectoria
Se formó en el fútbol base del Club Deportivo Sarriá, el Tres Torres y el San Francisco, antes de llegar al equipo juvenil del RCD Espanyol. Durante su etapa juvenil fue campeón del Mundial de Alemania con la Selección Española Juvenil, y subcampeón de los II Juegos Mediterráneos de 1955. Posteriormente subió al primer equipo del RCD Espanyol, con el que debutó en Primera División el 20 de marzo de 1960 frente al Atlético de Madrid. Después jugó cedido en el Club Esportiu Europa, Real Zaragoza, Real Club Deportivo Espanyol de nuevo, y otra vez Club Esportiu Europa. Posteriormente jugó 6 temporadas en el Deportivo de La Coruña, y Centre d'Esports Sabadell, hasta que se retiró a principios de los años 1970.
Como entrenador, comenzó su trayectoria como segundo entrenador de Arsenio Iglesias en el Deportivo de La Coruña, al mismo tiempo que alternaba el puesto de primer entrenador del Fabril (actual Deportivo "B"). En 1973 obtuvo el título nacional de entrenador. Llegó al Hércules CF, primero como segundo entrenador de Arsenio Iglesias, y posteriormente dirigió al equipo herculano tres temporadas en Primera División. También entrenó al CD Castellón, al Cádiz CF con el que tuvo de segundo entrenador a David Vidal, y al que ascendió y dirigió en Primera. En Segunda División dirigió al RCD Espanyol, CD Tenerife, RCD Mallorca con el que tuvo de segundo entrenador a Lorenzo Serra Ferrer, y UD Salamanca. También entrenó al Club Deportivo Antequerano. Tras su etapa como entrenador, desempeñó diferentes labores en el organigrama técnico del Hércules Club de Fútbol, entre ellas, la de secretario técnico.
Tras su retirada de la actividad futbolística fijó su residencia en Alicante. A principios de marzo de 2020 sufrió un ictus. Falleció en Alicante a los ochenta y cuatro años el 22 del mismo mes, víctima de la pandemia de coronavirus en España.

## Clubes

### Como técnico
| Club                                              | País   | Año       |
| ------------------------------------------------- | ------ | --------- |
| Fabril Deportivo                                  | España | 1970-1971 |
| R. C. Deportivo de La Coruña (segundo entrenador) | España | 1970-1971 |
| Fabril Deportivo                                  | España | 1971-1972 |
| R. C. Deportivo de La Coruña (segundo entrenador) | España | 1971-1972 |
| Fabril Deportivo                                  | España | 1972-1973 |
| R. C. Deportivo de La Coruña (segundo entrenador) | España | 1972-1973 |
| Hércules C. F. (segundo entrenador)               | España | 1973-1974 |
| Hércules C. F. (segundo entrenador)               | España | 1974-1975 |
| Hércules C. F. (segundo entrenador)               | España | 1975-1976 |
| Hércules C. F. (segundo entrenador)               | España | 1976-1977 |
| Hércules C. F.                                    | España | 1977-1978 |
| Hércules C. F.                                    | España | 1978-1979 |
| Hércules C. F.                                    | España | 1979-1980 |
| C. D. Castellón                                   | España | 1980-1981 |
| C. D. Antequerano                                 | España | 1983-1984 |
| Cádiz C. F.                                       | España | 1983-1984 |
| Cádiz C. F.                                       | España | 1984-1985 |
| R. C. D. Mallorca                                 | España | 1984-1985 |
| C. D. Castellón                                   | España | 1986-1987 |
| Hércules C. F.                                    | España | 1987-1988 |
| C. D. Tenerife                                    | España | 1988-1989 |
| R. C. D. Espanyol                                 | España | 1989-1990 |
| U. D. Salamanca                                   | España | 1990-1991 |
| U. D. Las Palmas                                  | España | 1991-1992 |